# Польенса
Польенса (исп. Pollensa) — муниципалитет в Испании, входит в провинцию Балеарские острова. Находится на севере острова Мальорка, в горах Сьерра-де-Трамонтана. Муниципалитет находится в составе района (комарки) Сьерра-де-Трамонтана. Население — 16 981 человек (на 2010 год).
Местный порт — Порт-де-Польенса, куда прибывают богатые туристы со всего мира, стал одной из самых космополитских точек Мальорки.
Название Польенса (Pollensa) может вызвать путаницу с древнеримским городом Полленция (Pollentia), расположенным в Алькудии. В Польенсе, напротив, родился поэт  Микель Коста-и-Льобера, отдыхал Уинстон Черчилль, вдохновлялась Агата Кристи, а также проводил лето Питер Устинов и другие деятели искусства.
Среди туристических достопримечательностей Польенсы выделяются Кальварио (Calvario) и Римский мост (Pont Romà) — который на самом деле датируется XIX веком, но получил такое название из-за сходства с римскими мостами — через ручей Сант-Жорди, Музей города, Музыкальный фестиваль и многочисленные художественные выставки.
С 2019 года Польенса внесена в каталог «Самых красивых деревень Испании» (Los Pueblos Más Bonitos de España) и является частью одноименной ассоциации.

## Население
| Год  | Численность | Численность   |
| ---- | ----------- | ------------- |
| 2001 | 14 647      | [ 4 ]         |
| 2002 | 15 074      | [ 5 ]         |
| 2003 | 15 566      | [ 6 ]         |
| 2004 | 15 513      | [ 7 ]         |
| 2005 | 15 987      | [ 8 ]         |
| 2006 | 16 398      | [ 9 ]         |
| 2007 | 16 570      | [ 10 ]        |
| 2008 | 16 997      | [ 11 ]        |
| 2009 | 17 260      | [ 12 ]        |
| 2010 | 16 981      | [ 13 ]        |
| 2011 | 16 114      | [ 14 ]        |
| 2012 | 16 191      | [ 15 ]        |
| 2013 | 16 200      | [ 16 ]        |
| 2014 | 16 088      | [ 17 ]        |
| 2015 | 16 115      | [ 18 ]        |
| 2016 | 16 222      | [ 19 ]        |
| 2017 | 16 157      | [ 20 ]        |
| 2018 | 16 189      | [ 21 ] [ 22 ] |
| 2019 | 16 283      | [ 23 ]        |
| 2020 | 16 658      | [ 24 ]        |
| 2021 | 16 969      | [ 25 ]        |
| 2022 | 17 126      | [ 26 ]        |
| 2023 | 17 279      | [ 27 ]        |
| 2024 | 17 594      | [ 1 ]         |